# Schlacht um Guadeloupe (1794)
1792

Porrentruy – Marquain – Quiévrain – Verdun – Thionville – Valmy – Lille – Mainz (1792) – Jemappes
1793

Aldenhoven I – Namur – Neerwinden – Mainz (1793) – Famars – Valenciennes (1793) – Arlon (1793) – Hondschoote – Meribel – Avesnes-le-Sec – Pirmasens – Toulon – Fontenay-le-Comte – Cholet – Lucon – Trouillas – Dünkirchen – Le Quesnoy – Menin I – Wattignies – Weißenburg I – Biesingen – Kaiserslautern I – Weißenburg II
1794

Boulou – Landrecis – Menin II – Mouscron – Martinique – Guadeloupe – Tourcoing – Tournai – Kaiserslautern II – San-Lorenzo de la Muga – 13. Prairial – Fleurus – Kaiserslautern III – Vosges – Aldenhoven II
1795

Cornwallis’ Rückzug – Genua – Groix – Hyeres – Handschuhsheim – Mainz (1795) – Mannheim – Loano
1796

Montenotte – Millesimo – Dego – Mondovì – Lodi – Borghetto – Castiglione – Mantua – Siegburg – Altenkirchen – Wetzlar – Kircheib – Kehl – Kalteiche – Friedberg  – Malsch – Neresheim – Sulzbach – Deining – Amberg – Würzburg – Neufundland – Rovereto – Bassano – Limburg – Biberach I – Emmendingen – Schliengen – Caldiero – Arcole – Irland
1797

Fall von Kehl – Rivoli (1797) – St. Vincent – Diersheim – Santa Cruz – Neuwied – Camperduin
Die Schlacht um Guadeloupe (englisch Invasion of Guadeloupe, französisch: Invasion de la Guadeloupe) war die versuchte Eroberung der französischen Kolonie Guadeloupe durch britische Truppen, während des Ersten Koalitionskrieges, im Jahr 1794.

## Geschichte

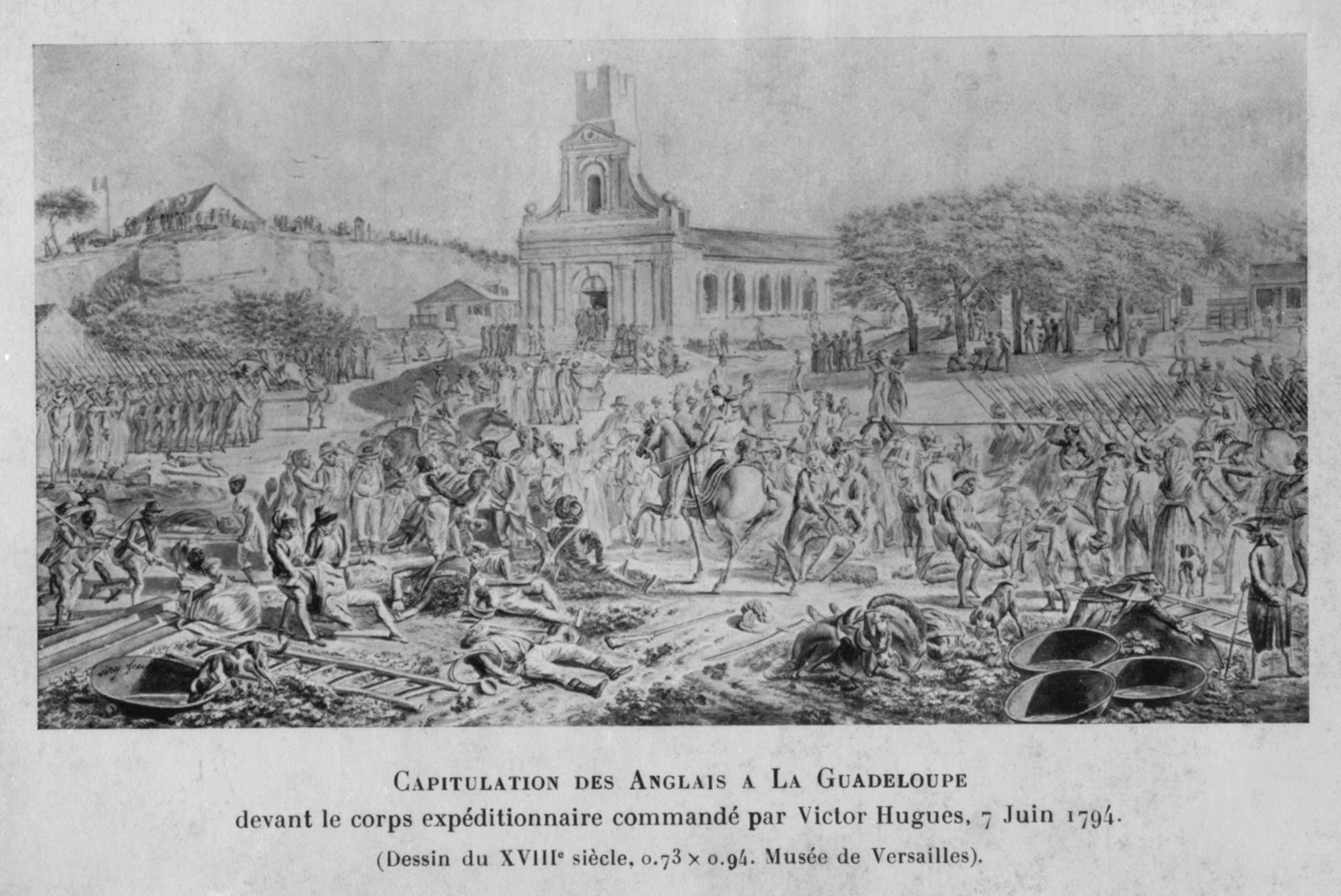
Zeitgenössische Zeichnung der Kapitulation der britischen Truppen in Guadeloupe

Die Briten hatten mit den französischen Pflanzern Ignace-Joseph-Philippe de Perpignan und Louis de Curt verhandelt, die den britischen Schutz in Anspruch nehmen wollten, da der französische Nationalkonvent am 4. Februar 1794 ein Gesetz zur Abschaffung der Sklaverei verabschiedet hatte. Das Whitehall-Abkommen wurde am 19. Februar 1794 unterzeichnet, während die Briten Martinique in der Schlacht von Martinique (1794) sicherten.
Truppen unter der Führung von General Charles Grey landeten am 11. April 1794 in Guadeloupe, unterstützt von einer Flotte unter der Führung von Admiral Sir John Jervis. Am 24. April gab der französische General Victor Collot die letzte Festung in Basse-Terre auf und überließ die Insel den Briten und ihren königstreuen französischen Verbündeten. Am 4. Juni landete eine französische Flotte unter dem Kommando von Victor Hugues Truppen an, die mit Unterstützung der französischen Republikaner und dank der Auswirkungen des Gelbfiebers und anderer tropischer Krankheiten auf die britischen Streitkräfte bis zum 10. Dezember 1794 die vollständige Kontrolle über die Insel zurückgewannen.